# Kiltimagh
Kiltimagh (Coillte Mách in irlandese) è un pittoresco paese dell'entroterra del Mayo, in Irlanda.
Posto ricco di storia e luogo di nascita di Antoine Ó Raifteiri (Anthony Raftery) - il poeta cieco -, ospita vari posti storici e luoghi interessanti da visitare come il Town Museum, lo "Station Master's Exhibition Centre" e lo "Sculpture Park", tutti situati nella pregevole area restaurata della "Old Railway Station".
Per turisti e visitatori, Kiltimagh offre amenità e attrazioni tipiche irlandesi come i pub tradizionali, ceol agus craic, buon cibo e alloggi confortevoli.
Kiltimagh ha dato i natali anche a Louis Walsh.

## Economia
In passato Kiltimagh era una cittadina brulicante con una fervente zona industriale, un produttore tessile importante e una connessione via ferroviaria col resto della nazione. Attualmente la ferrovia è chiusa da parecchio tempo, e molto industrie hanno chiuso, rendendo Kiltimagh una delle peggiori zone per l'assunzione con la vicina zona del "Triangolo Nero": circa un terzo degli abitanti (anche sposati) è senza lavoro. Soltanto negli ultimi anni si sono visti miglioramenti ben presto oscurati, tuttavia, dall'incremento demografico e dal periodo di recessione susseguente la Celtic Tiger.